# Långtjärnen (Piteå socken, Norrbotten, 726335-171345)
Långtjärnen är en sjö i Piteå kommun i Norrbotten och ingår i Åbyälvens huvudavrinningsområde. Långtjärnen ligger i Åbyälven Natura 2000-område.